# Selaginella mittenii
Selaginella mittenii är en mosslummerväxtart som beskrevs av Bak.. Selaginella mittenii ingår i släktet mosslumrar, och familjen mosslummerväxter. Inga underarter finns listade i Catalogue of Life.